# 栽秧花
栽秧花（学名：Hypericum beanii）为藤黄科金丝桃属下的一个种。

## 扩展阅读
- 維基物種上的相關：栽秧花